# أجناد القوقاز
أجناد القوقاز أو جنود القوقاز هي جماعة جهادية أصولية إسلامية ثورية من الشيشان لكنها تنشط بشكل مباشر في شمال سوريا وتُركز على عملياتها في المقام الأول في المناطق الجبلية أو مناطق الغابات في شمال محافظة اللاذقية. على الرغم من تشكيل إمارة القوقاز الإسلامية فإن مقاتلي هذه المنظمة لا تربطهم أي علاقات بالجماعة. في الحقيقة تعمل أجناد القوقاز بشكل مستقل تماما لكن لها علاقات مع إمارة القوقاز. بحلول أيلول/سبتمبر عام 2016 أصبحت أجناد القوقاز أكبر الفصائل الإسلامية المنضوية تحت الاتحاد السوفياتي المنهار والتي تُقاتل في سوريا.

## التاريخ
في سياق المرحلة الأخيرة من الحرب الشيشانية الثانية وبالتحديد عام 2009 انتقل العديد من مقاتلي إمارة القوقاز الإسلامية مؤقتا إلى تركيا. تنظموا هناك وحاولوا جمع صفوفهم ولكنهم لم يكونوا قادرين على العودة إلى روسيا للاستمرار في الثورة ضدها وضد سياساتها. تقطعت السبل بمجموعة من المقاتلين هناك مما اضطرهم للاستقرار في تركيا وفي سوريا التي اعتبروها «منفى طوعيا» لهم. على الرغم من ذلك حاولوا باستمرار العودة إلى وطنهم الأم في شمال القوقاز. تغيرت وتحسّّنت أوضاعهم بشكل كبير في روسيا لكن عند اندلاع الحرب الأهلية السورية عام 2011 قرَّر المسلحون الشيشانيون حمل أسلحتهم مجددا والعودة للبلد الذي كانوا قد استقروا فيه يوما ما. في سوريا شكلوا العديد من الميليشيات وانضمت لهم ميليشيات محلية سورية إسلامية أخرى كانت تتقاسم نفس الفكرة وهي الثورة ضد نظام حكم بشار الأسد.
تأسَّست بعد أجناد القوقاز اثنتين من الميليشيات الصغيرة والتي كانت تنشط محافظة القنيطرة، أول جماعة حملت اسم جماعة الخلافة الإسلامية في القوقاز وتأسست عام 2013 بقيادة عبد الحكيم الشيشاني. عبد الحكيم هذا كان قائد القطاع الأوسط من إمارة القوقاز في ولاية نوخوشيشو في الفترة ما بين 2007 و2009. شكل جماعته من خلال توحيد المحاربين القدامى في الحرب الشيشانية الثانية. أما ثاني جماعة فحملت اسم جماعة جند القوقاز وهي مجموعة صغيرة من الميليشيات الإسلامية وتتكون بالخصوص من الشركس في هضبة الجولان والأردن. سُرعان ما أعلنت هذه الجماعة ولائها لعبد الحكيم قائد الجماعة الأولى. في البداية كان مقاتلوا الجماعتين أعضاء من أنصار الشام لكنهم تابعين بشكل مباشرة لإمارة القوقاز. غادرت المجموعتين فرقة أنصار الشام في عام 2014،  ثم تعززت جماعة جند القوقاز في تشرين الثاني/نوفمبر 2014 بسبب انضمام المزيد من الشركس لها خاصة القاطنين في محافظة القنيطرة. اندمجت المجموعتين بشكل كامل في نهاية المطاف وبالتحديد في ربيع 2015 تحت قيادة عبد الحكيم الذي أسس جماعة جديدة سمّّاها «أجناد القوقاز».

## الهيكل والتكتيكات

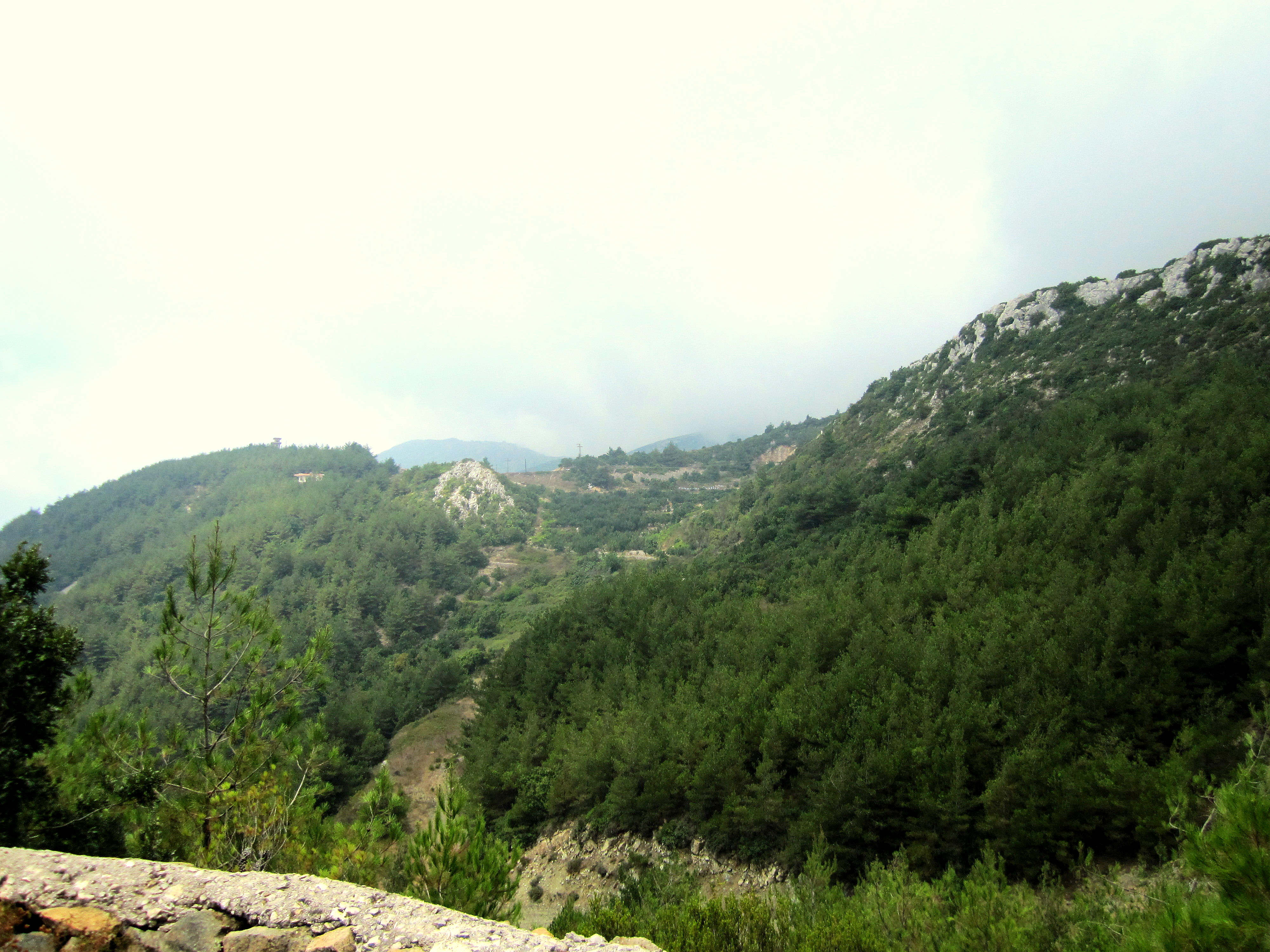
غابات المناطق الجبلية في محافظة اللاذقية والتي يتركز فيها مقاتلي أجناد القوقاز.

يُهيمن على قيادة أجناد القوقاز قيادة شيشانيون؛ فالقائد العام هو عبد الحكيم الشيشاني الذي يتمتع بخبرة كبيرة في مجال الحروب، ثم يليه حمزة الشيشاني الذي يُعد هو الآخر شخصية مخضرمة بسبب مشاركته في الحرب الشيشانية الثانية ويعتبر سوريا بمثابة بلده الثاني، ثم هناك أبو بكر الشيشاني الذي قاتل مع سيف الإسلام خطاب في الشيشان وهو أيضا عضو قيادي من الجماعة منذ الانفصال عن جند الشام في أوائل عام 2016. غادر أجناد القوقاز في أوائل عام 2017 ثم عاد لها في وقت لاحق. هناك أيضا قادة آخرون يقودون ميليشيات أخرى تابعة بشكل مباشر أو غير مباشر لأجناد القوقاز وهناك مجموعات عرقية سورية تتكون بالأساس من الشركس والعرب.
تنهج جماعة أجناد القوقاز تكتيك حرب العصابات وهو نفس التكتيك الذي كانت تنهجه في حروبها القديمة في شمال القوقاز. تعمل المجموعة بشكل فعال جدا في الغابات وفي المناطق الجبلية في محافظة اللاذقية التي تتشابه في طبيعتها بجبال القوقاز. تُلقب الجماعة أحيانا باسم «قوقاز سوريا»؛ وتقوم بعملياتها في مجموعات؛ أي أنها لا تعتمد على الهجمات الفردية أو الانتحارية وهلم جرا. يعتبر عبد الحكيم الشيشاني أن عدو المجموعة هي القوات المسلحة السورية ويرى أنها أهداف مشروعة؛ لكنه في المقابل يرفض مهاجمة المدنيين العزل خصوصا إذا كانوا من المسلمين. تُعاني أجناد القوقاز من نقص في التمويل ووفقا لعبد الحكيم دائما فإن الجماعة لا تتلقى أي مساعدات خارجية مما يحد من قدرتها على العمل بنجاح.
في ما يخص الولاء؛ تزعم أجناد القوقاز أنها مستقلة تماما. في مايو 2015 أصدر قائد الجماعة بيانا أكد فيه بوضوح على أنه لا ينتمي إلى إمارة القوقاز. ومع ذلك فإن المجموعة تُؤكد على أهمية التعاون والوحدة بين الثوار الإسلاميين والثوار القوقازيين على وجه الخصوص. تُؤكد المجموعة أيضا على عدم تحالفها في أي وقت مضى مع تنظيم تنظيم الدولة الإسلامية (داعش) وأن كل ما قيل في هذا الصدد هو صنع المخابرات الروسية لا غير.

## الأيديولوجية
تُعتبر أجناد القوقاز من جماعة أهل السنة والجماعة وتتبع أيديولوجية أصولية إسلامية جهادية. في الحقيقة ترغب المجموعة في نشر الإسلام في جميع أنحاء العالم؛ كما تُفضل العمل بالشريعة بدل الدستور. الهدف الأساسي من تشكيل المجموعة المسلحة هو إزالة الوجود الروسي من شمال القوقاز لإنشاء دولة إسلامية هناك لكن سبق لعبد الحكيم الشيشاني أن أقر بأن هذه الأهداف صعبة التحقق في ظل القوة الضاربة الروسية؛ لكن وفي المقابل فعبد الحكيم يعتقد ويُؤمن بقيام حرب عالمية ضد روسيا عاجلا أم آجلا وحينها سيتمكن القوقازيين من إطلاق انتفاضة شعبية عنيفة لاستعادة استقلالهم. وفقا لعبد الحكيم فإن الاحتجاجات السلمية والمقاومة على الرغم من فعاليتها إلا أنها لن تكون قادرة على إنهاء الحكم الروسي في القوقاز. تنتقد الجماعة أيضا الوضع الاقتصادي في روسيا وتعتقد أن الحكومة الروسية تستخدم الدعاية لإلهاء شعبها حول المشاكل الاقتصادية. على الرغم من كل هذا؛ فأجناد القوقاز «تُقدس» جمهورية الشيشان إشكيريا لكن عبد الحكيم يدعي أن الجماعة لا تتبع للقومية الشيشانية. بدلا من ذلك تُؤمن أجناد القوقاز بالثورة ضد من تُسيمهم الطغاة (بما في ذلك الحرب ضد الأسد) كجزء من برنامج أوسع لنضال المسلمين من أجل الحرية وبخاصة ضد روسيا. يرى عبد الحكيم أن مجموعته تُوصف «بالإرهابية» من قٍبل الغرب بسبب هذه المعتقدات، ويُؤكد في نفس الوقت على أن الجماعة لا تقتل النساء والأطفال وكبار السن بل الهدف منها إسقاط الاستبداد.